# Sagaing (ciutat)
Sagaing és una ciutat i municipi de Birmània (Myanmar), capital de la divisió de Sagaing, del districte de Sagaing i del township de Sagiang. Es troba a la riba dreta de l'Irauadi i és un centre religiós i monàstic amb més de 600 pagodes entre la ciutat i la rodalia, que està propera a Mandalay (21 km) i a la línia de demarcació entre la divisió de Sagaing i la de Mandalay. La població estimada el 1998 era de 61.100 habitants; al cens acabat el 31 de març de 1983 consta amb 46.212 habitants i en data no precisada però posterior al 2000 consta amb 70.700. El cens fa un segle donava el 1891 una població de 9.934; i el 1901 de 9.643.
Les pagodes principals de la ciutat són la de Sin Myar Shin i la de Kaunghmudaw. Als turons de Sagaing hi ha la majoria de les pagodes destacant entre elles la de Padamyazedi, Umin Thounzeh i Soon Oo Pon Nya Chin. La ciutat està en un tomb del riu, que es creua pel pont de Sagaing que porta a l'altre costat cap a Mandalay. L'accés a la ciutat pel riu estava controlat pel fortí Thavyedan, al sud-oest de la ciutat a la riba del riu, que encara existeix. El carrer principal està a la vora del pont i es diu Kanner Street.

## Història

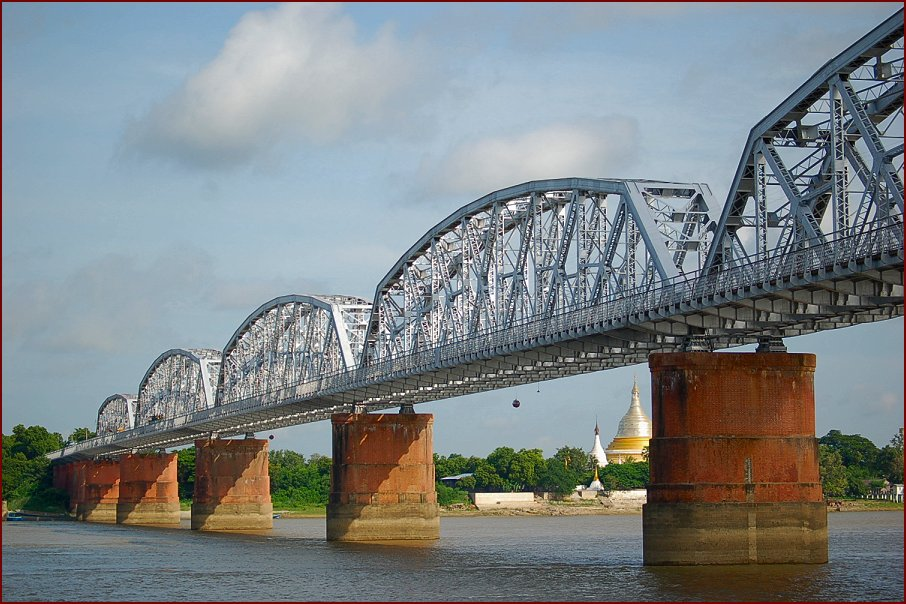
Pont

Sagaing apareix el 1315 amb el nom de Sit-Kaing (Branca de l'arbre sit) quan Athin Khaya es va fer independent del regne Shan de Pinya. El seu net Thadominpaya[es va traslladar el 1364 i va fundar el regne d'Ava i Sagaing fou destruïda pels xans.
El 1733 a Sagaing fou aturada la invasió de les forces de Manipur. Més tard, del 1760 al 1764 fou capital de Birmània en el govern de Naungdawgyi, el fill gran d'Alaungpaya (Alompra). A la seva mort va caure en la insignificança. La ciutat nova es troba a poca distància al nord de la vella i al nord del rierol Zingyan, a l'est de la pagoda Sigomgyi.
El desembre de 1885 fou ocupada pels britànics i va esdevenir capital de divisió i de districte. El 1888 el districte d'Ava es va unir al de Sagaing i la ciutat d'aquest nom va esdevenir capital del districte unificat i fou constituïda en municipalitat el mateix 1888. Entre 1886 i 1889 fou centre de la resistència nacional als britànics en l'anomenada confederació de Wuntho, estat xan on tenien les seves bases els rebels, que van operar fins al 1891.